# Giorgi Eristavi
Giorgi Eristavi (în georgiană გიორგი ერისთავი, n. 1811, Odzisi⁠(d), Mtskheta-Mtianeti⁠(d), Georgia – d. 9/21 septembrie 1864, Odzisi⁠(d), Mtskheta-Mtianeti⁠(d), Georgia) a fost dramaturg, jurnalist, georgian, poet și fondator al teatrului georgian modern. 

## Biografie

### Educație și lovitura de stat
Prințul Giorgi Eristavi s-a născut în localitatea Odzisi (langa Dușeti) dintr-o familie nobilă proeminentă, care a servit înainte ca eristavi (duce) de Ksani pentru regii din Georgia. Eristavi a studiat în Tbilisi și la Moscova. La întoarcerea în Georgia, s-a implicat într-o societatea secretă, care a organizat o lovitură de stat împotriva guvernării imperiale rusești.
După lovitura de stat anti-rusă nereușită  din 1832, Eristavi a petrecut un an în închisoare și patru ani ca infanterist exilat la Wilno (acum Vilnius, în Lituania), unde a învățat limba poloneză și a intrat sub influența romantismului lui Adam Mickiewicz. În 1842, a reușit să se întoarcă permanent în Georgia, unde s-a căsătorit și s-a alăturat serviciului public rus. În curând a devenit asistent al Viceregelui Caucazului, Mihail Voronțov. Sub patronajul acestui vicerege liberal, Eristavi a preluat conducerea Teatrului Georgian din Tiflis (Tbilisi), creat încă din 1795.

### Carieră
A avut prima poezie publicată în 1832. Aceasta a fost Poveste din Oseția (ოსური მოთხრობა; revizuită și republicată sub numele Zare și Qanimat, ზარე და ყანიმათ, în 1853), o poveste a doi iubiți nefericiți  pe fondul luptei dintre georgieni și osetini împotriva armatelor persane conduse de Abbas I cel Mare în secolul al XVII-lea.
Compania teatrului a avut premiera la 1 ianuarie 1851 și mai târziu a reușit să-și organizeze spectacolele în noua clădire a teatrului din piața centrală a orașului. El aproape a creat și a regizat o singură trupă și a scris primele comedii care să poată fi jucate - atât originale cât și traduse - în care el însuși a interpretat rolul principal. De asemenea, a creat și editat cele 24 de numere ale revistei literare Tsiskari și, sub pseudonimul Gluharici (în rusă cu sensul de "fiul surzilor"), a scris primele recenzii literare. În ciuda slujbei sale loiale față de Eristavi în administrația rusă, guvernul imperial, precum și sistemul decadent al aristocrației georgiene, au fost subiecte frecvente de indignare și satiră în cele mai bune piese ale sale, cum ar fi Procesul (დავა; în 1840) și Divorț (გაყრა; în 1849). Eristavi a atacat cu îndrăzneală un nobil degenerat georgian, care și-a pierdut toate idealurile și are multă invidie și furie, exploatând iobagii săi; un birocrat rus corupt și un cămătar armean; el tratează generația mai recentă, liberal idealistă educată de ruși, cu o simpatie condescendentă. Aceste piese au avut un sprijin popular și au fost tolerate de Voronțov.
Cu toate acestea, după plecarea lui Voronțov din Georgia în 1854, Eristavi a fost forțat să demisioneze. S-a retras în satul Hidistavi lângă Gori. Protectorul și succesorul său, Ivane Kereselidze, a reușit să păstreze compania doar doi ani și, în 1856, teatrul a dispărut. În afară de comedii, versuri și jurnalism, Eristavi a scris și o relatare a călătoriei sale din 1862 la Londra pentru a inspecta mașinile. A murit în Gori în 1864 și a fost îngropat lângă biserica Ikorta.